# Ian Duncan (baron Duncan de Springbank)
Pour les articles homonymes, voir Ian Duncan.
Ian Duncan, baron Duncan de Springbank, né le 13 février 1973 en Écosse, est un homme politique membre du Parti conservateur écossais. Il est député européen de 2014 à 2017.

## Biographie

### Études
Ian Duncan est diplômé de géologie à l'université de St Andrews et dispose d'un doctorat en paléontologie, obtenu à l'université de Bristol.

### Carrière professionnelle
À la fin des années 1990, il travaille comme analyste politique au sein de l'entreprise BP.

### Carrière politique
Dans le cadre des élections européennes de 2014, il est élu député européen pour le Parti conservateur écossais. Au Parlement européen, il siège au sein du groupe des Conservateurs et réformistes européens (CRE).
Duncan démissionne comme député européen le 22 juin 2017, devient sous-secrétaire d'État parlementaire pour l'Écosse le 15 juin 2017 et Lord le 14 juillet 2017. Il est remplacé par Nosheena Mobarik.

### Vie personnelle
Ian Duncan est membre de l'organisation LGBTory (en) et est ouvertement homosexuel.